# Eva Schlaugat
Eva Schlaugat (geb. Folta; * 28. November 1943 in Hahnenklee-Bockswiese) ist eine deutsche Politikerin (SPD). Sie war im Jahr 1998 Mitglied des Deutschen Bundestages.

## Leben
Nach dem Besuch der Realschule absolvierte Schlaugat eine Ausbildung zur Bürokauffrau. Im Jahr 1979 beteiligte sie sich an der Gründung des Paritätischen Wohlfahrtverbandes im Landkreis Peine, dessen Geschäftsführung sie 13 Jahre lang innehatte. Im selben Jahr wurde auf ihre Initiative hin das Peiner Frauenhaus gegründet.

## Politik
Schlaugat trat im Jahr 1965 in die SPD ein. Sie wurde 1994 Mitglied des SPD-Bezirksvorstandes Braunschweig und war ab 1995 Vorsitzende des SPD-Unterbezirks Peine. Von 1986 bis 2016 war sie Mitglied im Kreistag des Landkreises Peine und dort ab 1990 stellvertretende Fraktionsvorsitzende. Im Jahr 2006 wurde sie stellvertretende Landrätin des Kreises.
Am 9. Januar 1998 trat sie für den ausgeschiedenen Abgeordneten Arne Börnsen in den Deutschen Bundestag ein. Bei der im Herbst desselben Jahres stattfindenden Bundestagswahl 1998 trat sie jedoch nicht wieder an und schied daher schon im Oktober 1998 aus dem Bundestag aus. Sie ist über die Landesliste Niedersachsen in den Bundestag eingezogen.

## Ehrungen
Am 20. Januar 2015 wurde Schlaugat das Verdienstkreuz am Bande des Verdienstordens der Bundesrepublik Deutschland verliehen.